# Cryptolabis (Cryptolabis) pachyphallus
Cryptolabis (Cryptolabis) pachyphallus is een tweevleugelige uit de familie steltmuggen (Limoniidae). De soort komt voor in het Nearctisch gebied.